# پل آریسته
پل آریسته (استونیایی: Paul Ariste; ۳ فوریهٔ ۱۹۰۵ – ۲ فوریهٔ ۱۹۹۰) زبان‌شناس اهل استونی بود. وی  به دلیل مطالعاتش در مورد زبان‌های فینو-اوگری (به ویژه زبان استونیایی و زبان ووتی)، زبان ییدیش و زبان رومانی بالتیک مشهور بود.
وی همچنین برندهٔ جوایزی همچون نشان پرچم سرخ کار و نشان لنین شده‌است.